# 光圀伝
『光圀伝』（みつくにでん）は、冲方丁の歴史小説。一般に水戸黄門としてよく知られる水戸藩2代藩主徳川光圀の生涯を描く。2011年2月（87号）から2012年8月（105号）にかけて『小説 野性時代』に連載され、2012年8月31日に角川書店より単行本が刊行された。2015年文庫化。2012年10月には第3回第3回山田風太郎賞を受賞した。また、『週刊朝日』による『2012年 歴史・時代小説ベスト10』では1位に選ばれている。

## 主題
冲方は、光圀は講談『水戸黄門漫遊記』などで人気を高め、江戸時代より現代まで「水戸黄門」としての善人像が描かれるが、本作品は既存の水戸黄門像とは異った光圀を再発見する試みであるとした。また『光圀伝』は頼重と光圀兄弟の「義」の物語であると述べている。法政大学教授の田中優子は本作品を評し、兄の子を跡継ぎとする光圀や大政奉還を義とする重臣との確執など「義とは何か？」をテーマの一つに数え、偉人伝ではなく「ひとりの人間が苦しみ、迷い、多くの人の死を直視しながら新しい時代を作ろうとする物語である」とした。

## 影響
水戸市では2013年より、本作品の大河ドラマ化を目指して「『光圀伝』大河ドラマ化推進協議会」が発足している。2015年には水戸市はNHKへ大河ドラマ化を要望することを予定していたが、作者である冲方が傷害容疑で逮捕されたことを受けて取りやめた。しかしながら、その後も大河ドラマ化へ向けての署名や講演会など『光圀伝』に関連する運動は継続して行われ、2018年5月に行われた大河ドラマ化推進協議会の総会ではドラマ化に向けてのPR活動を強化し小冊子などを発行することが決定された。

## メディア展開
本作の刊行とほぼ同時の2012年10月には三宅乱丈による漫画化作品の連載が開始されている。2014年4月から2015年6月まで、茨城放送において『朗読「光圀伝」』として本作品を下敷きとした朗読ラジオ番組が放送された。朗読は樋口直実（茨城放送アナウンサー）。2020年8月現在、番組を収録したCDが販売されている。

## 刊行
- 冲方丁『光圀伝』角川書店、2012年。ISBN 978-4-04-110274-9。
- 冲方丁『光圀伝 (上) (角川文庫)』角川書店、2015年。ISBN 978-4-04-102048-7。
- 冲方丁『光圀伝 (下) (角川文庫)』角川書店、2015年。ISBN 978-4-04-102049-4。